# Mirabello (Senna Lodigiana)
Mirabello è una frazione del comune lombardo di Senna Lodigiana.
Al censimento del 21 ottobre 2001 contava 505 abitanti.

## Geografia fisica
La località è sita a 59 metri sul livello del mare.

## Storia
La località è un piccolo borgo agricolo di antica origine.
In età napoleonica (1809-16) Mirabello fu frazione di Somaglia, recuperando l'autonomia con la costituzione del Regno Lombardo-Veneto.
All'Unità d'Italia (1861) il comune contava 896 abitanti. Due anni dopo assunse il nome ufficiale di Mirabello San Bernardino, per distinguersi da altre località omonime.
Nel 1869 il comune di Mirabello San Bernardino (CC F236) venne aggregato al comune di Senna Lodigiana.